# Jewgeni Wadimowitsch Roisman

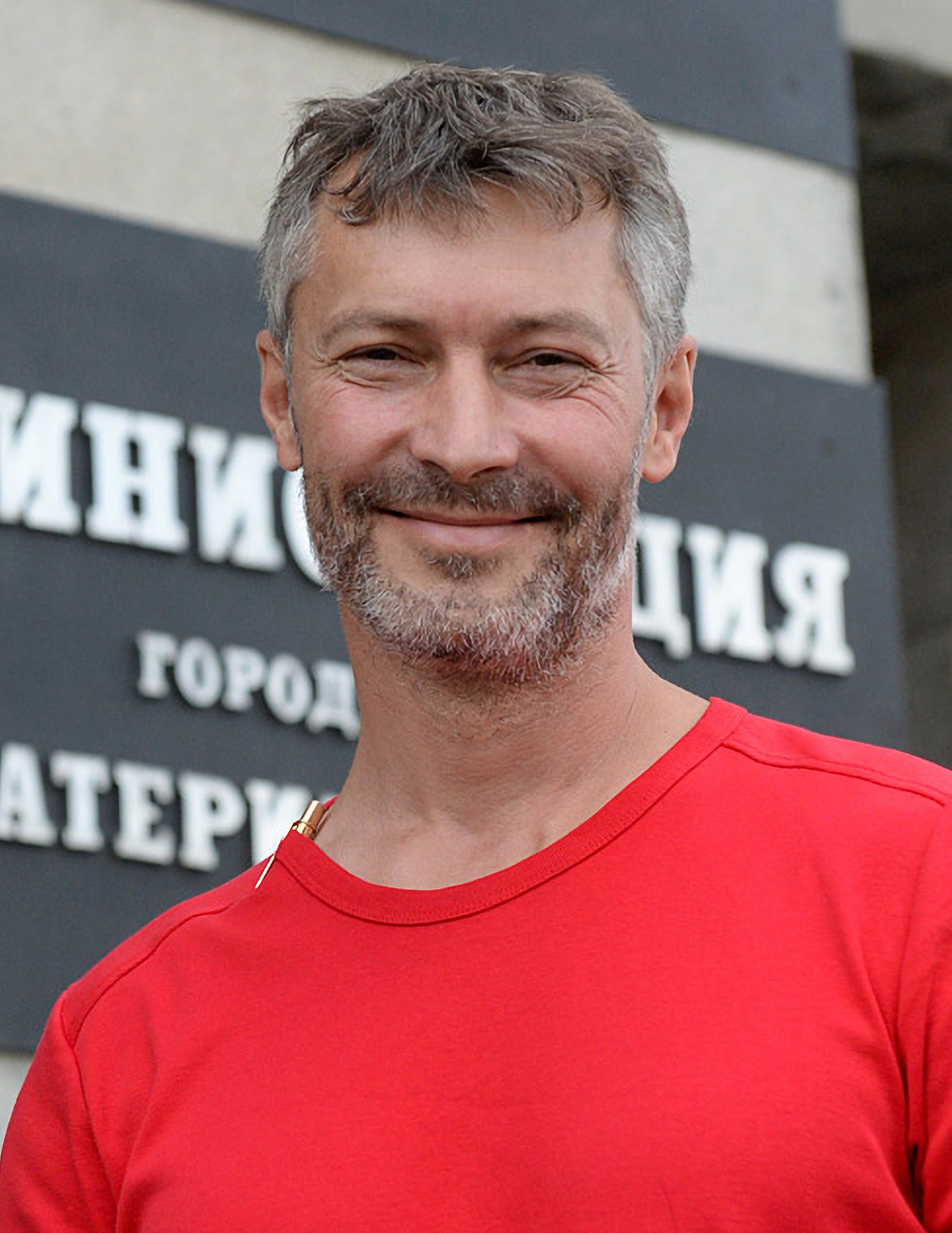
Jewgeni Roisman (2018)

Jewgeni Wadimowitsch Roisman (russisch Евге́ний Вади́мович Ройзман; * 14. September 1962 in Swerdlowsk, heute Jekaterinburg) ist ein russischer Oppositionspolitiker. Von 2013 bis 2018 war er Bürgermeister von Jekaterinburg.

## Herkunft, Jugend und Glaube
Im Alter von 14 Jahren verließ Roisman nach eigenen Angaben sein Elternhaus und arbeitete unter anderem als Schlosser beim Maschinenbauunternehmen Uralmasch. 1981 wurde der damals 18-jährige Roisman wegen Diebstahl, Betrug und dem Mitführen einer Stichwaffe zu einer zweijährigen Haftstrafe verurteilt. „Jeder intelligente Russe sollte wenigstens einmal im Leben ein bisschen gesessen haben“, kommentierte er diese Zeit später. Anschließend studierte er an der Gorki-Universität des Uralgebiets Geschichte.
Roisman ist jüdischer Herkunft, steht aber der Russisch-Orthodoxen Kirche nahe. So verurteilte er die Aktion „Punk-Gebet“ der Aktivistengruppe Pussy Riot und gründete 1999 das Museum für Newjansker Ikonen in Jekaterinburg.
Von 2003 bis 2007 war Roisman Abgeordneter in der Duma. Von 2006 bis zu seinem Austritt 2007 war Roisman Mitglied der Partei Gerechtes Russland. Im Juli 2011 trat er der Partei Rechte Sache bei, die er am 14. September 2011 wieder verließ. Von 2012 bis 2015 war er Mitglied der Bürgerplattform.
Jewgeni Roisman gründete 2015 eine Stiftung zur Unterstützung von Menschen in schwierigen Lebenssituationen. 2025 forderte das Justizministerium deren Liquidierung.
Er ist Schriftsteller, Unternehmer und Kulturhistoriker.

## 2013 bis 2018: Bürgermeister in Jekaterinburg
Am 9. September 2013 wurde Roisman zum Bürgermeister von Jekaterinburg gewählt. Obwohl dieses Amt – entgegen seinem Titel – rein repräsentative Funktionen beinhaltet (die Exekutive vertritt in Jekaterinburg der nicht gewählte City-Manager), war die Wahl heiß umstritten. Der wichtigste Gegenkandidat von Roisman, Jakow Silin von der Partei Einiges Russland, erreichte jedoch nur knapp 29 %, Roisman dagegen 33 %. Prägend für seine Amtszeit war sein umstrittener Einsatz gegen Drogenhandel und -missbrauch.
Ein absehbarer Sieg Roismans bei den Gouverneurswahlen 2017 wurde durch seine Nichtzulassung verhindert, offensichtlich eine Entscheidung des Kremls.
Die Frage, ob ein guter Bürger die Obrigkeit erdulden müsse, verneinte er: Es sei niemand ein Verräter oder Feind Russlands, der mit der Staatsadministration nicht einverstanden sei. Es sei genau umgekehrt: „Patriotismus in seiner wahren Bedeutung ist eine Manifestation eines freien Menschen. Nur eine freie Person kann ein Bürger sein.“
Anfang April 2018 wurde trotz Protesten von rund zehntausend Bürgern die Bürgermeisterwahl durch das Volk in Jekaterinburg abgeschafft. Künftig würde der Bürgermeister von einer Kommission des Parlaments vorgeschlagen und von jenem bestimmt. Es war jedoch nicht möglich, diese Gesetzesanpassung, welche rein auf Roisman gezielt war, rechtlich korrekt umzusetzen. Auch Roisman weigerte sich, diese Verordnung zu unterzeichnen, und trat zurück.

## Nach 2018
Auch nach seiner Amtszeit blieb Roisman einer der profiliertesten Kritiker Wladimir Putins. Nach 2018 war er auch Mitarbeiter bei Echo Moskwy.
Den russischen Angriffskrieg auf die Ukraine bezeichnete Roisman als „Verrat am eigenen Volk“. Wegen kritischer Äußerungen zum russischen Überfall auf die Ukraine wurde er vier Mal zu Geldstrafen verurteilt, zuletzt für die Kritik an Außenminister Lawrow, den er auf Twitter gefragt hatte, ob es denn angebracht sei, im russischen Kampf „gegen die vollständige US-Dominanz“ das eigene Land gegen die Wand zu fahren. Im August 2022 wurde er wegen seiner Kritik am russischen Angriffskrieg festgenommen.
Als „belastendes Material“ seien bei der Durchsuchung und Verhaftung im August „mehr als 15 Visitenkarten ausländischer Politiker, Diplomaten und Gesellschaftsvertreter“ gefunden worden, darunter jene des abgesetzten ukrainischen Geheimdienstchefs Ihor Smeschko.
Am 25. August 2022 wurde Roisman unter der Auflage, bis Ende September 2022 keine öffentlichen Plätze und Veranstaltungen zu besuchen, keine Post zu empfangen, Anrufe zu tätigen oder das Internet zu nutzen, wieder aus der Haft entlassen. Er durfte also weiter kommunizieren, ganz im Gegensatz zur Absicht der aus Moskau angereisten Ermittler; deren Maximalforderungen nicht erfüllt wurden. Dazu sagte Roisman, das lokale Gericht hätte aufgrund der Widersprüche, zum Beispiel zum von den Ermittlern beschlagnahmten Pass, wohl das Gefühl, dass wir hier alle für dumm verkauft werden. Zur somit obsoleten Frage eine Ausreise sagte Roisman:

„„Wenn das System dich zerquetscht, zerbricht, verbiegt, wird das Sich-Selbst-Bleiben zum Ziel des Lebens. Jeder versteht, dass diese Geschichte überhaupt nicht legal ist.““

Sogar sein politischer Widersacher, der Gouverneur der Oblast Swerdlowsk Kuiwaschew, hatte sich für Roismans Museum eingesetzt, das durchsucht wurde. Es sei ihm dafür aufrichtig dankbar.
Im November 2022 wurde Roisman vom russischen Staat als Ausländischer Agent eingestuft.